# Poccistraße (metrostation)
Poccistraße is een metrostation in de wijken Isarvorstadt en Ludwigsvorstadt van de Duitse stad München. Het station werd geopend op 28 mei 1978 en wordt bediend door de lijnen U3 U6 van de metro van München.